# 盖销

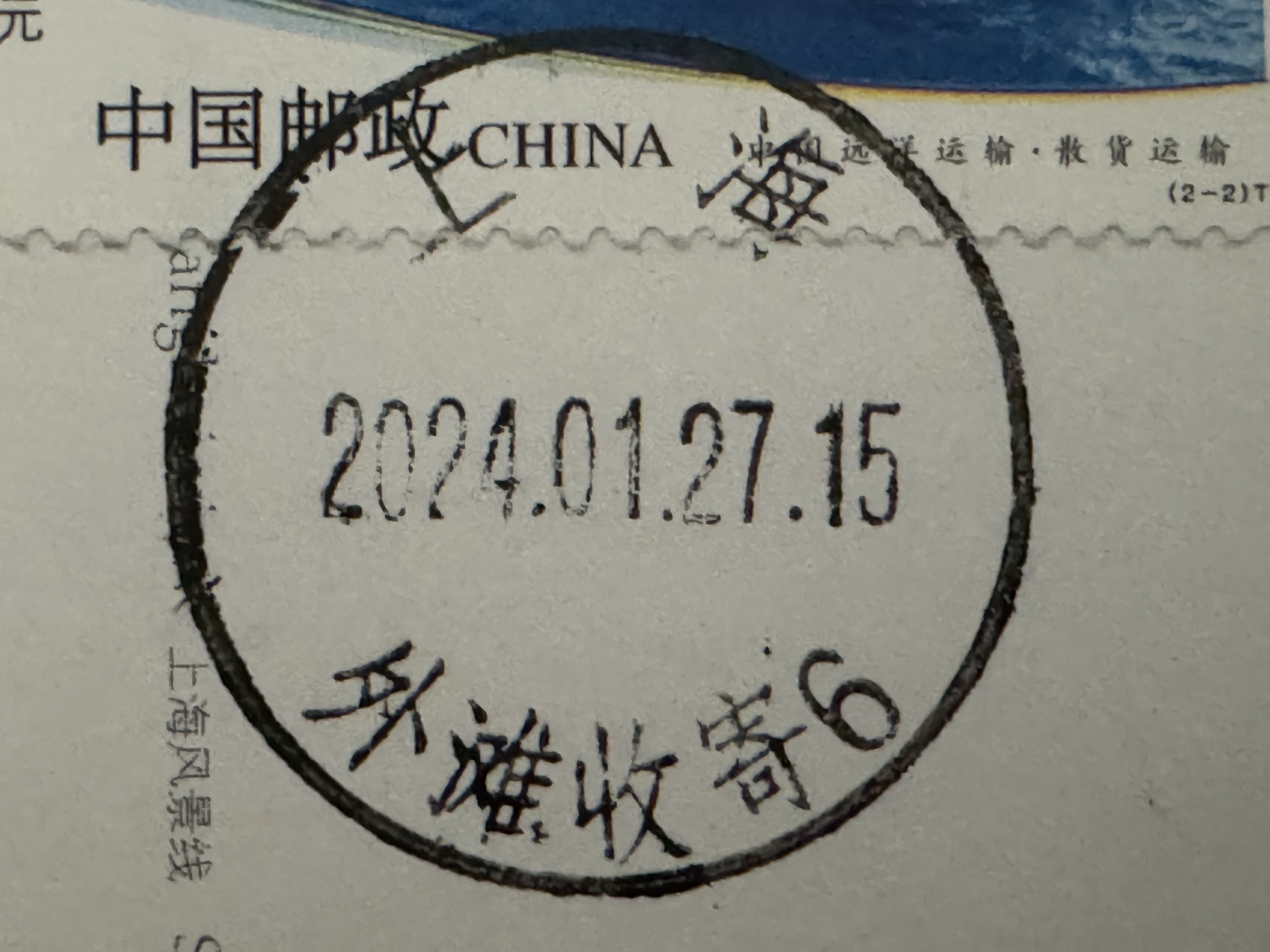
中国邮政钢制拨轮式收寄日戳的盖销戳印

盖销（英語：cancellation，简称 ）是邮票或邮政用品上用来污损邮票及防止其被重复使用的一种邮政戳记。盖销有各种各样的设计、形状、尺寸和颜色。现代的盖销通常包括邮票的邮寄日期和原寄局地点，以及覆盖邮票本身的线条。 “邮戳”一词特指其中标有日期和邮寄地点的部分，但该术语经常与“盖销”互换使用，因为它可以起到这个作用。 有些邮票在发行时就已经通过印刷或加盖进行了预盖销，故无需再次盖销。对集邮者而言，盖销会对邮票的价值产生积极或消极的影响。一些国家的盖销邮票已被集邮者广泛研究，许多集邮收藏家和邮政史收藏家除了收集邮票本身外，还收集盖销邮票。

## 历史
第一枚自粘式邮票是英国于1840年发行的黑便士邮票。邮政当局认识到必须有一种方法来防止邮票被重复使用，因此同时发行了手盖戳（英語：handstamp），用于在信封通过邮政系统时对其上的邮票进行盖销。 这些盖销戳是手工制作的，图案为马耳他十字。最初使用的是红色墨水，但后来发现这种墨水可以清洗掉，邮票也可以重复使用，因此经过一系列试验后，1841年初开始使用黑色墨水盖销，这种墨水更加持久。邮票的颜色也改为红褐色，以确保能清晰地显示盖销。
英国很快就放弃了马耳他十字，并于1844年开始使用显示数字的盖销标记，这些数字指的是邮寄地点。 英国在海外殖民地和外国邮政部门使用的邮票也采用了类似的方案，各地被分配一个特定的字母，后面跟一个数字，如牙买加金斯敦使用的A01和委内瑞拉使用的D22。
早期的盖销都是手工进行的，通常使用手盖戳。在没有手盖戳的地方，通常会用笔在邮票上做标记来划销邮票，例如划一个“x”。美国在19世纪80年代开始用笔划销，从某种意义上说，这种做法一直延续到今天，即邮政职员发现邮票没有被盖销，便会用圆珠笔或记号笔在上面进行划销。
美国邮票发行初期，曾有多项专利涉及盖销装置或机器，（声称）增加了邮票清洗和重复使用的难度。这些方法通常涉及刮掉或切掉邮票的一部分，或者在邮票中间打一个洞（这些形式的盖消必须与穿孔邮票区分开来，后者指的是邮票上打出的一系列小孔，通常由私人公司用作防盗装置）。
高速盖销机于 1880 年至 1890 年间首先在波士顿使用，随后在全国范围内推广。
如今在西方国家中，盖销可手动或通过机器进行。交寄形状不规则的邮件或正式邮件（如结婚请柬）时通常使用手动盖销，以避免机器盖销造成的损坏。此外，西方国家中邮资机戳和类似的现代定制个性化邮票通常不会被邮政当局盖销，因为此类邮票带有生产日期并且不容易重复使用。

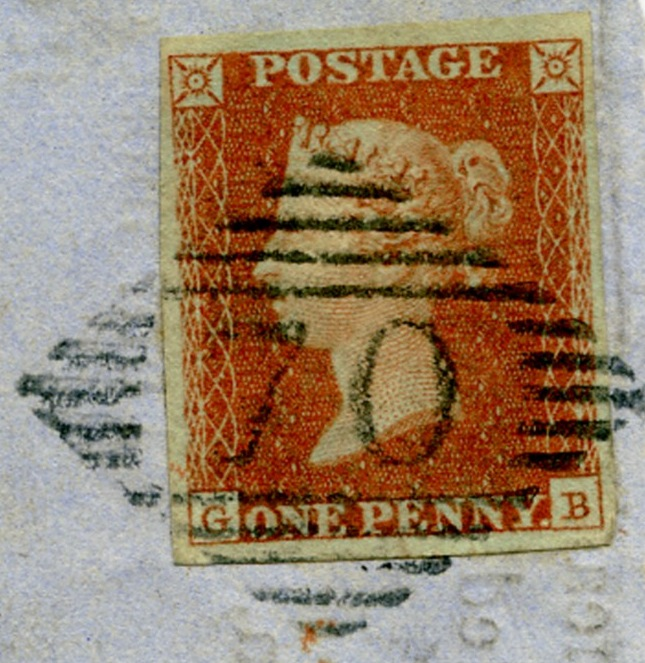
数字 70 代表罗斯康芒郡博伊尔镇（英语：Boyle,_County_Roscommon），钻石条代表爱尔兰岛
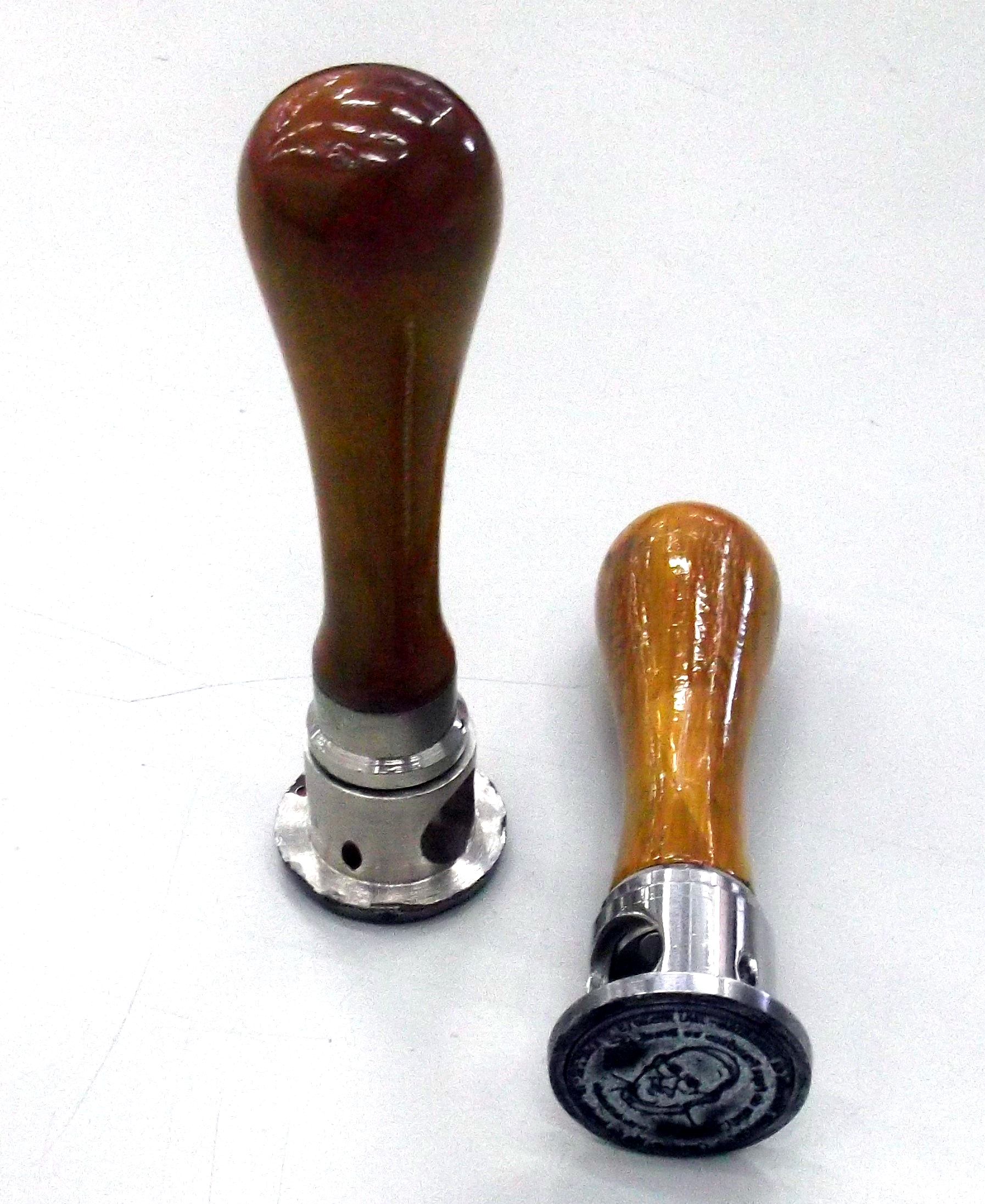
用于盖销邮票的手盖戳（英語：handstamp）
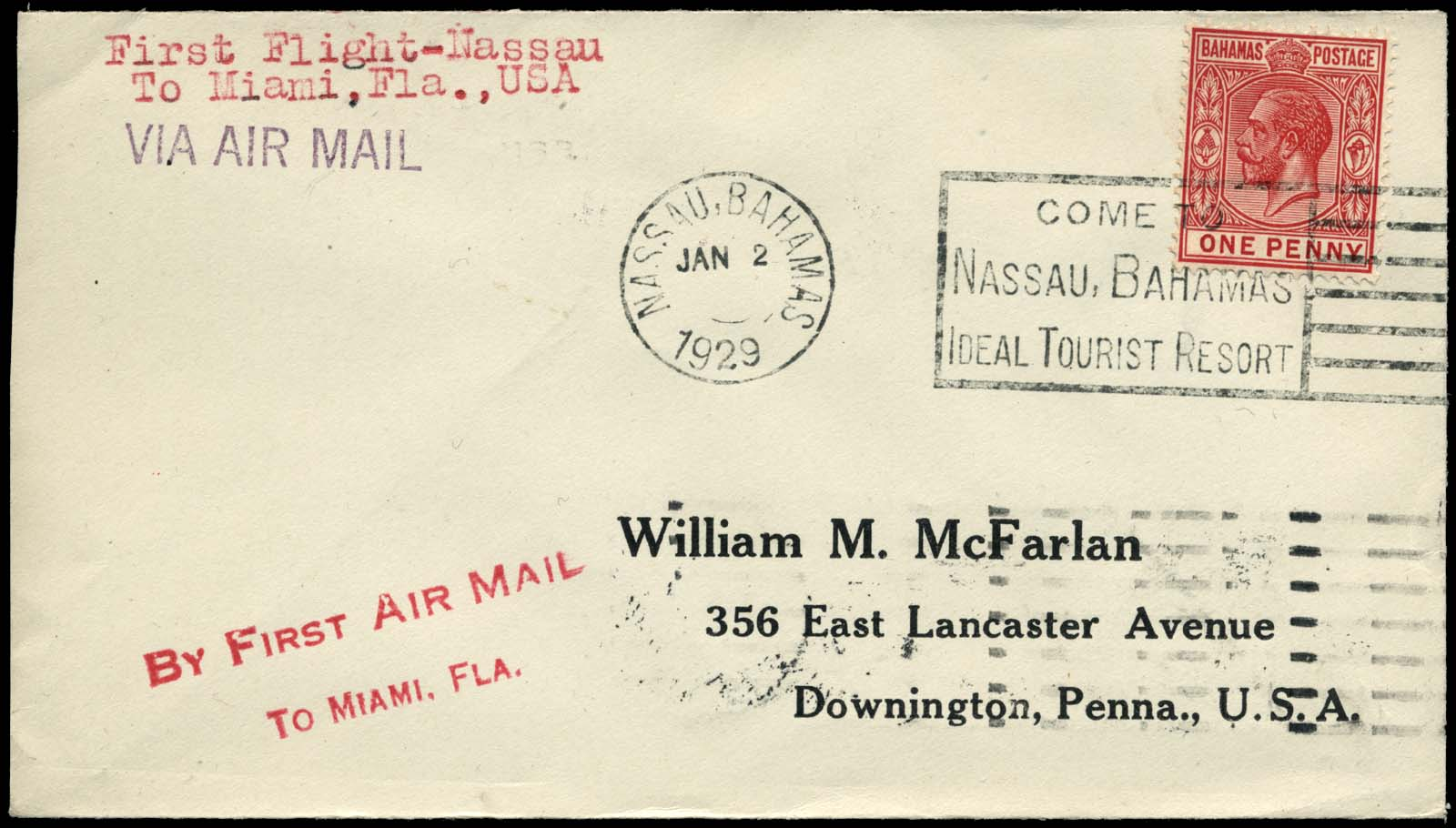
1929年从巴哈马首都拿骚飞往美国迈阿密的首飞封上的1便士机器盖销邮票

## 盖销类型
- 盖销票（英語：Cancelled-to-order (CTO)）：盖销票是已被邮政当局盖销但从未用于寄递邮件的邮票。邮政当局制作盖销票是为了将邮票廉价出售给集邮者。20 世纪 50 年代至 90 年代，许多东欧国家和其他国家向集邮者出售了大量盖销票，完全是为了获取收入。盖销票通常可以识别，因为邮票仍保留着原来的背胶。一些权威机构对所有盖销票使用相同的盖销戳，并一次性在四枚邮票的一角非常整齐地盖销。某些情况下"盖销"实际上成了印在邮票本身的一部分。

- 全戳盖销（英语：Bullseye (philately)），又名牛眼戳（英語：Bullseye cancellation）：通常指位于邮票中央的圆形盖销。此类盖销因其整齐划一，且邮票使用的时间、日期和地点一目了然而受到一些集邮者的青睐。不同国家、不同时期全戳盖销的普遍程度有很大差异。中国邮政至少自2021年以来明令禁止此种盖销方式，[6] 会造致邮政管理部门的责令整改。[7]

- 避讳盖销（英語：Deferential cancellation）：是一种为了不损害邮票上统治者或摄政者的形象的盖销方式。[8] 中国邮政也规定，“盖销人物图案的邮票时应避开人物头像。”[6]

- 图案盖销（英語：Pictorial cancellations）包括与纪念某些事件或周年纪念相关的图像。有些人尝试在信封上使用与图案盖销主题相关的邮票。[9] 对于中国邮政，这可以归为风景日戳和文化日戳。

- 首日盖销（英語：First day of issue）是带有邮票首次发行出售日期的特殊盖销邮票，并包含“发行首日”字样。

- 机器盖销（英语：machine postmark）是由快速处理大量信封的机器自动加盖的。您可以在此处观看 1903 年的一部有关正在运行的盖销机的无声影片。

- 用笔划销（英语：pen cancels）：是指使用书写笔在邮票上划出标记，在 19 世纪和 20 世纪初较为常见。对于中国邮政，如果邮件在收寄时有漏销票的情况，投递员可以选择用笔划销。

- 复式盖销（英语：duplex cancel）：包括邮戳和盖销戳。 [10] 中国邮政的水波纹日戳可以算作复式盖销的一种。

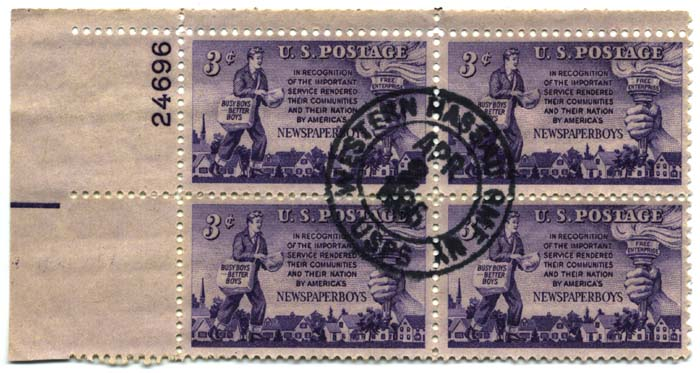
1952年美國的送報生蓋銷票四方連
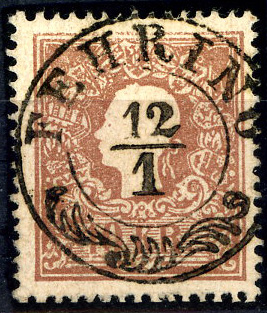
约1858年澳大利亚理想的全戳盖销
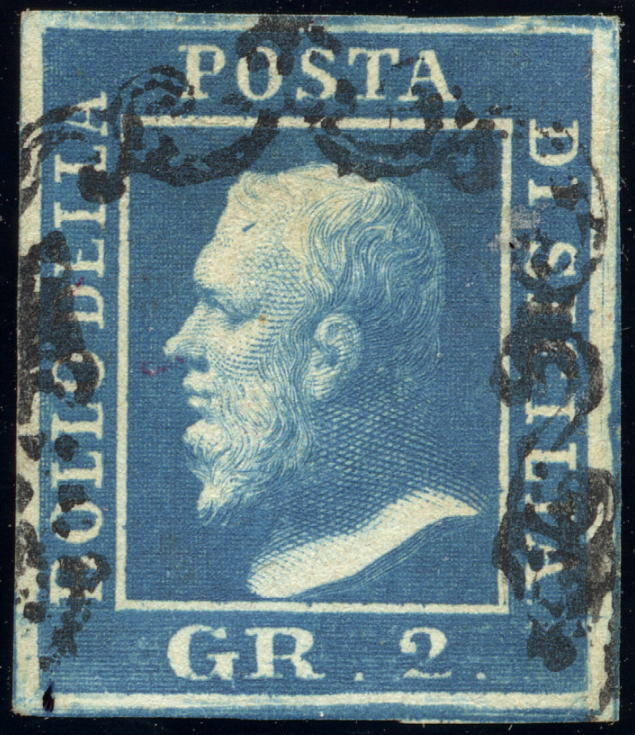
1859年的西西里邮票采用了避讳盖销方式，以避免玷污国王费迪南多二世的“神圣形象”
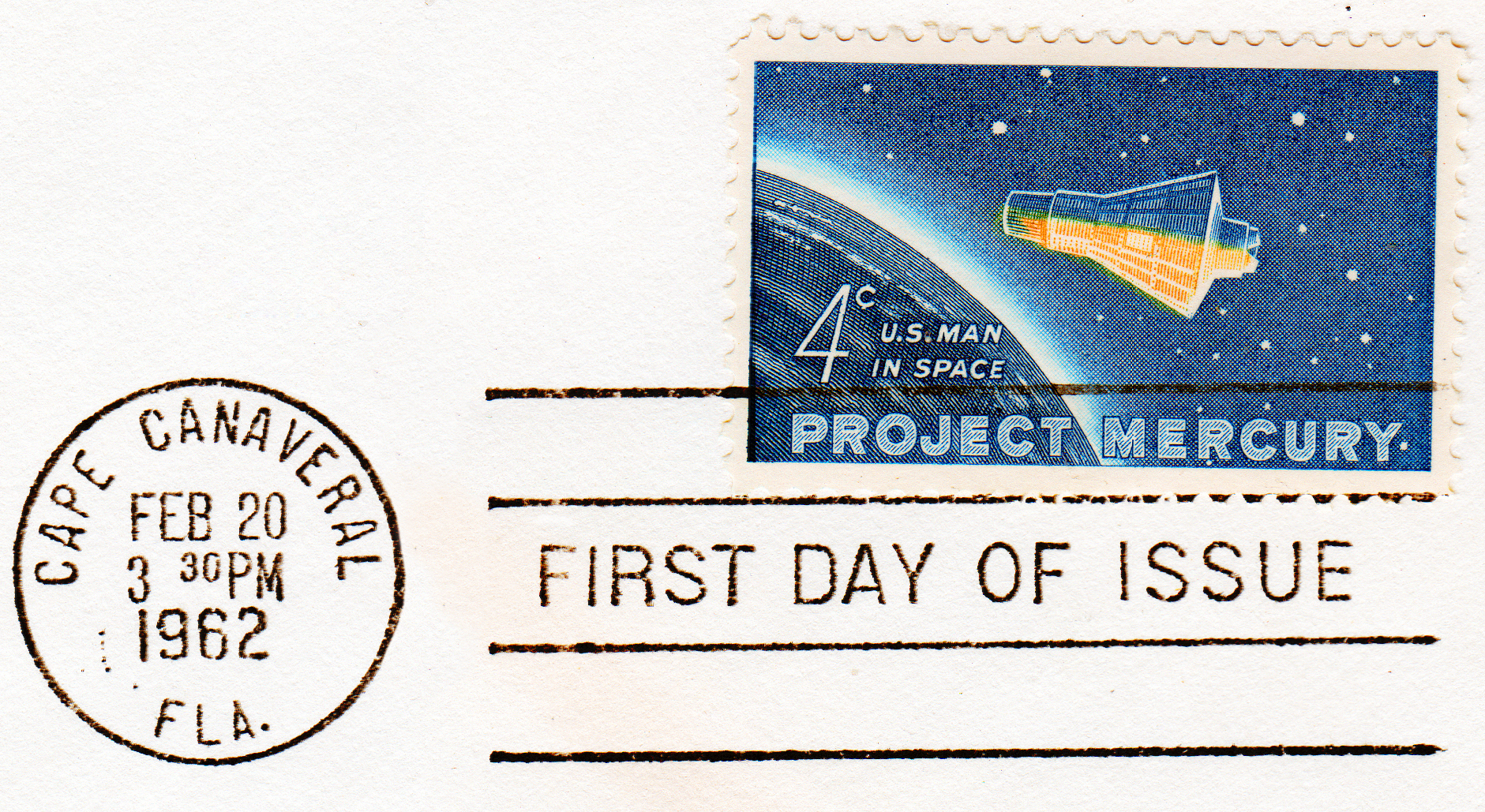
水星计划面值4美分纪念美国邮票，盖销了发行首日（First Day of Issue）戳
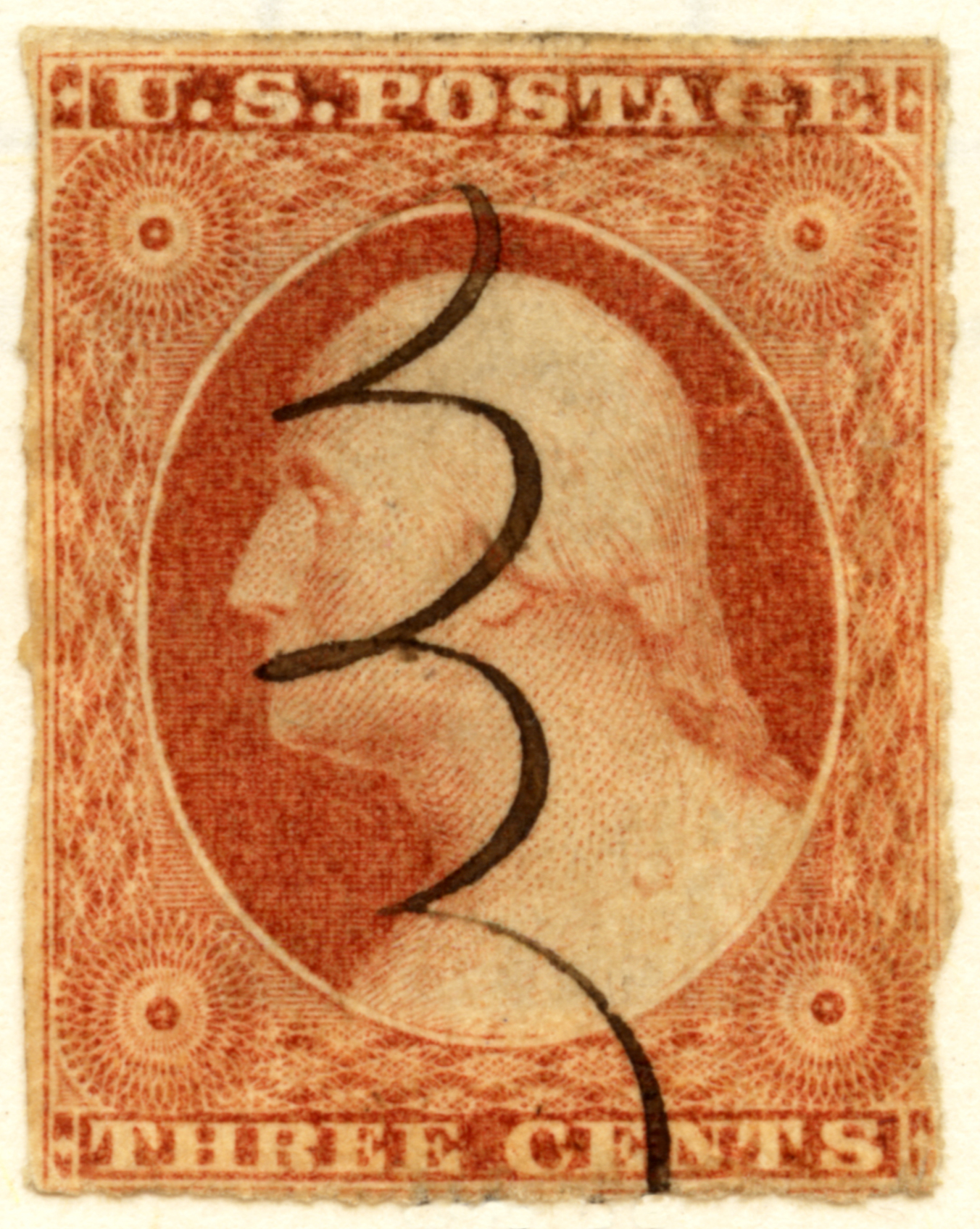
1851年用笔划销（英语：pen cancels）的美国邮票
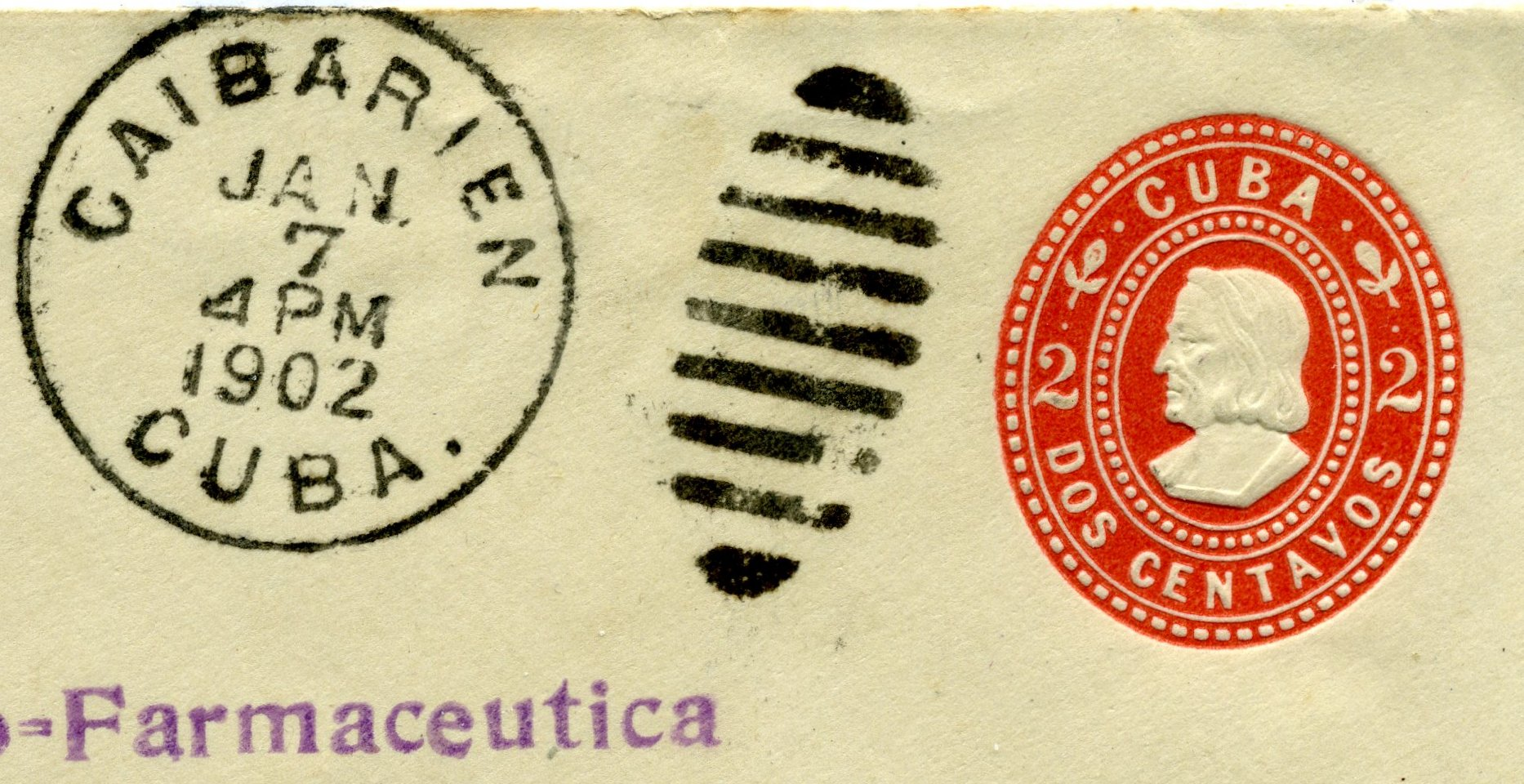
漏销了邮政用品上邮资图案的复式盖销

### 西方特有类型

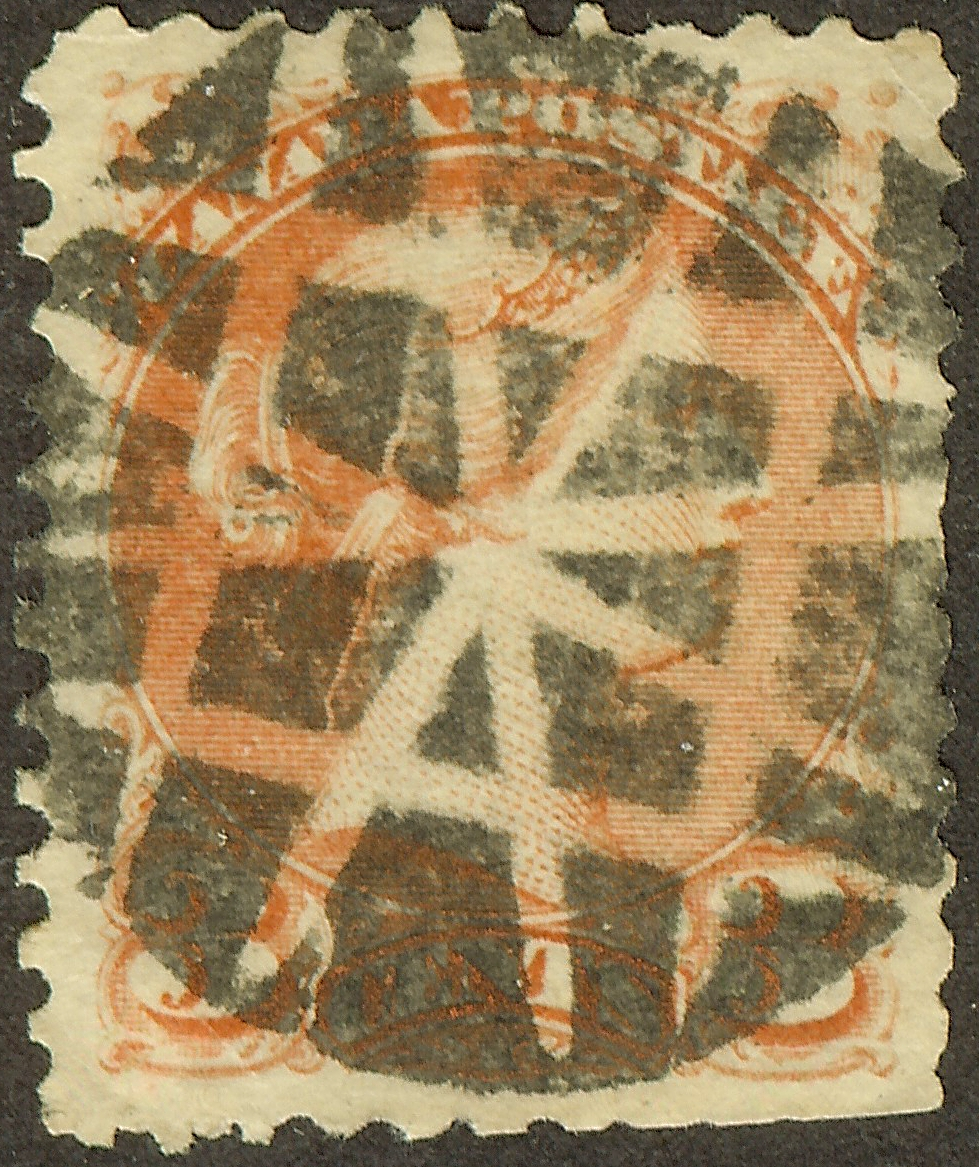
1872年加拿大邮票上的花式盖销

- 花式盖销（英语：Fancy cancels）： 19世纪下半叶，美国和加拿大的许多邮政局长用软木或木头制作自己的邮戳，上面有各种各样的图案，如星星、圆圈、旗帜、鸡等。这些被称为花式邮戳，受到集邮家和收藏家的广泛研究。 [5]其中最著名的一种是19世纪80年代使用的“踢骡子”。[12]

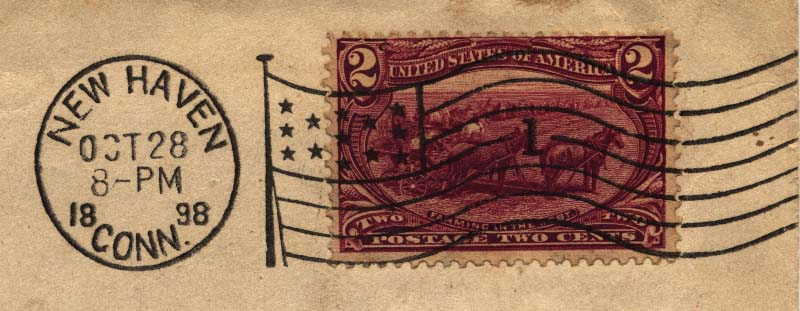
1898年美国的星条旗盖销

- 国旗盖销（英語：flag cancelations）是一种机盖戳，采用美国国旗的设计，以条纹作为盖销的工具。 1894 年 11 月至 12 月，第一台机器盖销旗帜（之前是花式盖销旗帜）在波士顿投入使用。 [5]
- 手工盖销（英語：handstamped cancellations）：简称“手销”，是通过手工盖戳设备进行的盖销。
- 高速公路邮局盖销（英語：highway post office cancels）是指卡车运送邮件时，使用便携式邮件处理设备在运输过程中对信函进行的盖销。 [13]
- 静默盖销（英語：mute cancel）是指无书写表示因而“不表达内容”的盖销。
- 数字盖销（英語：numeral cancels）是使用数字来识别特定邮局的盖销。对于 1844 年开始使用数字的大不列颠及爱尔兰联合王国来说，条形的形状表示实际使用的国家。在复式盖销中，数字也与日戳结合使用。

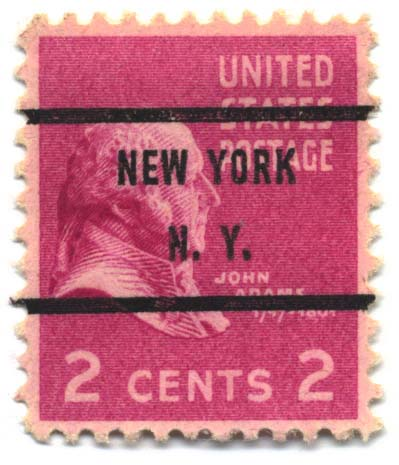
美国1938年的预盖销邮票

- 预盖销（英语：Precancel）邮票是已发行并印有盖销的邮票，通常用于大宗邮件。预盖销通常不被公众使用。
- 铁路邮局盖销（英语：Railway post office）是指对火车上分拣的邮件应用的盖销。美国第一张有“铁路”字样的盖销出现在1838年。[14] 美国运营的最后一家铁路邮局（RPO）于 1977 年关闭。[13]
- 邮包船盖销通常加盖在19 世纪末至 20 世纪初通过船舶（通常是轮船）邮寄或运输的邮票上。[14] 在法语中，这种盖销标记写为“ Paquebot ”。[13]
- 标语盖销包含一个标语口号，可能是纪念性的，也可能是广告性的，其中标语框销在邮资凭证上。请参阅下文。

## 图案和特殊盖销

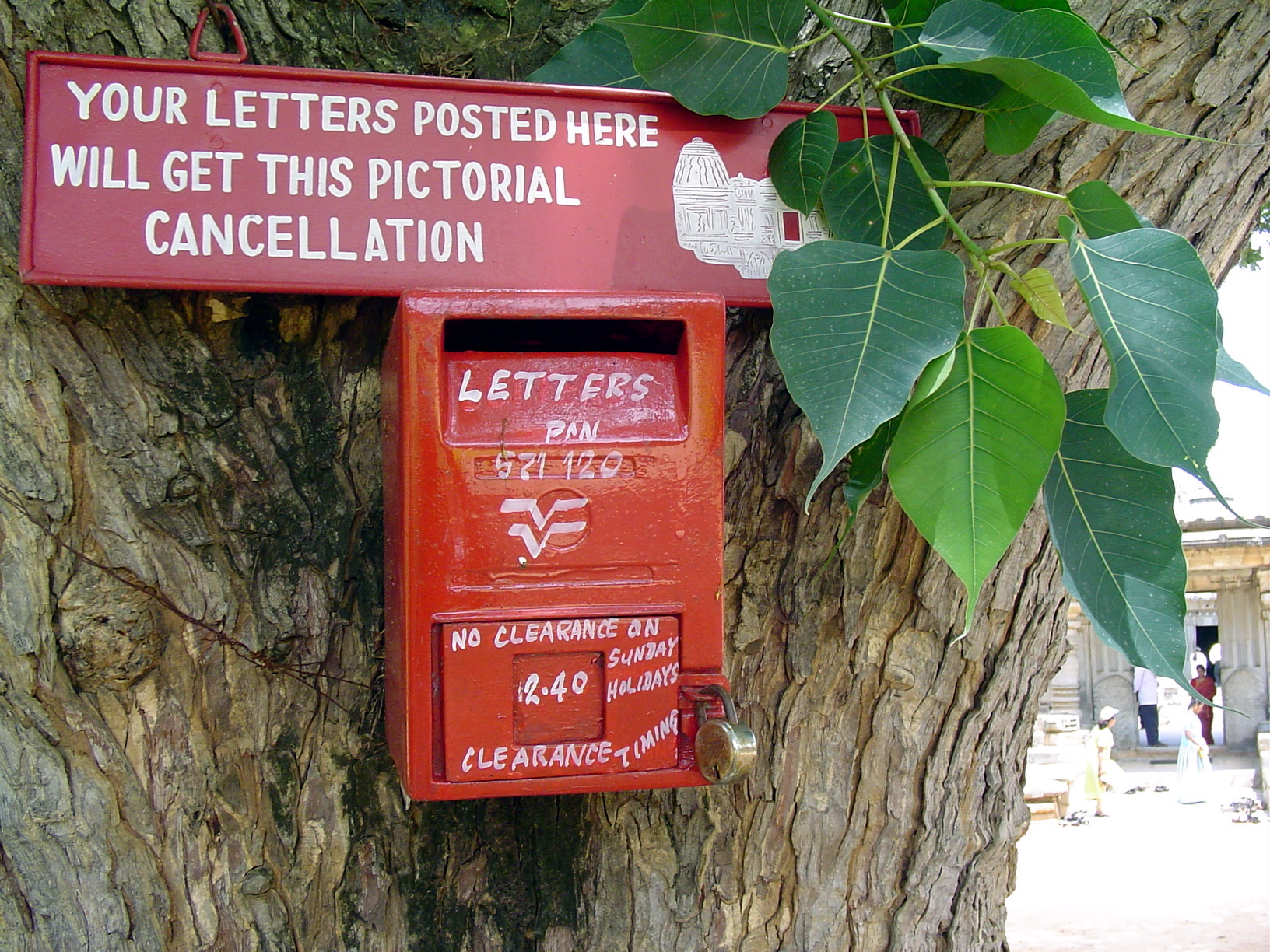
这个邮筒位于印度卡纳塔克邦索姆纳特普尔的历史遗址。投递到此信箱的信件将会被盖上一张带有Kesava寺庙图案的图案邮戳。

美国邮政署将盖销分为特殊盖销（英語：special cancellations）和图案盖销（英語：pictorial cancellation）。特殊盖销带有宣传某一活动的说明文字 ，图案盖销包含某种图案。 特殊盖销本质上是标语盖销的一种。美国邮政署“搭建桥梁”特殊邮票盖销系列是一个独特的系列，始于 1996 年， 将图案和活动口号结合在一起，美国邮政署称之为盖销系列，尽管它也包含图案元素。 

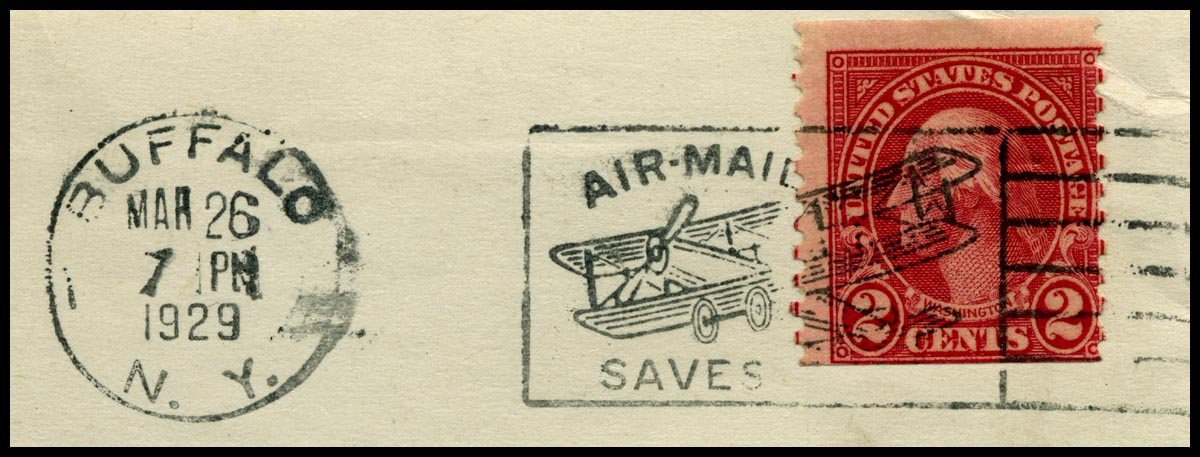
1929 年的宣传航空邮件使用的图案盖销

在美国，官方图案盖销几乎总是用在特殊的“站点”，即只存在有限时间的快闪邮局 ，通常只用一天，或者用于特殊活动。 尽管也经常有其他图案盖销没有得到官方的正式描述——它们属于所谓的特殊盖销，是加在机器盖销上的特殊模切轮毂，通常只包含一句口号，但有时也包含一张图片。有极少数例外，特定邮局会在其所有邮件上使用图片盖销。允许的主题范围非常广泛，可能包括各种商业搭配，例如电影角色。
加拿大邮政使用计算机打印信息进行自动盖销。这样，该公司就可以自动在每个信封上打印促销信息，同时盖销该邮件。信息全年都在变化，包括季节性信息（“圣诞快乐/Joyeux Noel”）和促销信息（例如加拿大邮政的网址）。
其他邮局也制作了特殊的图案盖销，如马恩岛集邮局于1985年道格拉斯DC-3飞机周年纪念时制作了一枚特殊的手盖戳，描绘了一只“自由”飞翔而非“被困”的达科他。

## 收藏家
综合性集邮爱好者通常更喜欢盖销痕迹较轻的邮票，这种邮票的邮戳位于邮票的一角或一小部分，但不会遮挡邮票本身，这种邮票通常比盖销痕迹较重的邮票更有价值。 为了让邮政工作人员轻点盖销邮票，集邮者可能会用信封上盖橡皮图章或写上“集邮邮件”字样的方式进行提醒。
盖销可能会严重影响邮票的价值。许多未使用的邮票更加稀有，因此价格也更加昂贵，比如 1999 年的黑便士邮票，全新邮票的售价为 1,900 美元，二手邮票的售价为 110 美元。 但有些邮票的情况则相反，比如名为恶性通货膨胀的德国邮票，如果真正用于实寄，其价值可能会高出许多倍。 如果使用过的邮票比未使用的邮票价值更高，最好请专业人士确认邮票盖销是否真实且是当时使用的。
一些集邮爱好者对某国或某种无论是信封或其他载体上的盖销本身或特定类型的盖销很感兴趣，例如花式盖销。他们也会收集以出生日期盖销的戳印。 目前各国已有许多关于邮票盖销研究，下面列出了其中一部分。对盖销戳印本身感兴趣的收藏家更喜欢醒目、易读的盖销标记。盖销邮票也是邮政史收藏的一个重要组成部分。
历史上，收藏家们不喜欢用笔划销，因此会洗掉划销标识，使邮票看起来未使用过，或者添加伪造的盖销戳印。 时至今日，早期美国用钢笔划销的邮票价值仍然远低于手工盖销的邮票。
收藏家通常将现代盖销票视为集邮垃圾，因为它们少有重大价值。 邮票目录通常会说明已使用过邮票的价值是针对盖销票还是针对邮政实寄使用过的信销票。例如，斯科特目录列出的德意志民主共和国的二手邮票价值涵盖了 1950 年至 1990 年中期的盖销票，其数量超过了2700枚。

## 伪造品
伪造者不仅为集邮市场伪造假邮票，还在这些邮票上添加伪造的盖销戳印。这种情况在19世纪末和20世纪初尤为常见，当时大量廉价邮票被伪造出来用于包裹贸易。
如果实寄信销票的价值远高于其使用价值，投机者也会为真邮票伪造盖销戳印。此外，如果收藏家想要稀有的盖销戳印，那么投机者也会伪造这些盖销戳印。
盖销也可以用来证明某些集邮品是真品。例如，伪造者通过在邮票封上添加真邮票和伪造的邮政戳记，伪造了许多据称很有价值的邮票封。 如果真正的盖销将邮票“绑定”在了信封上，或者换句话说，如果真正的盖销连续覆盖邮票和信封封皮的相邻部分，则可以证明信封是真的。然而，我们仍然需要排除后来才盖销的可能性。类似地，对于被剪成几部分并以分割票形式使用的邮票，只有当真正的盖销将邮票与封皮或封皮的一部分联系起来时，才能证明该邮票被这样使用过。

## 盖销符号
米歇尔邮票目录使用一组符号来表示不同类型的盖销： 
- 邮戳盖销（用于不太精确的目录中表示任何盖销） [22]
- 用笔划销（英语：pen cancels）
- 财税盖销（英语：Fiscal cancel）
- 盖销票
- 打孔盖销
- Ⓢ 特别发行邮戳
- Ⓣ 日戳（普通邮戳）

集邮经销商和拍卖商可能会使用完全不同的符号集。

## 另请参见
- 邮票重复使用（英语：postage stamp reuse）
- 邮资机
- 纪念封（英语：event cover）

### 资料书目
- Scott 1999 Specialized Catalogue of U.S.Stamps & Covers  (Scott Pub. Co. Sidney, OH 1998).（英文）
- Stanley Gibbons GREAT BRITAIN Specialized Stamp Catalogue, Vol. I, Queen Victoria (16th ed. 2011). （英文）
- 新中国风景日戳图谱，屠富强（编），香港：中国邮史出版社，2007年， ISBN 9789889986315 （简体中文）
- 中华人民共和国风景日戳图谱，金光发（编），浙江，2020年（简体中文）
- 海南省风景日戳图谱，江俊璎（编），江西：熊猫集邮部，2025年（简体中文）

### 组织
- 美国盖销俱乐部（英文）
- 国际机器盖销社团（英文）
- 美国集邮经典学会（英文）
- 预盖销邮票社团（英文）
- 英国邮戳社团（英文）
- 集戳俱乐部（英文）
- 牛眼盖销收藏家俱乐部（英文）

### 其他
- 1903年盖销机运作的无声视频（mpg）（英文）
- 美国邮政署图案盖销手册（英文）
- 西班牙经典邮票及票上邮戳（英文）
- 1852–1876年的法国数字盖销（英文）
- 生日日期盖销票（英文）